# Gazonmaaierrace

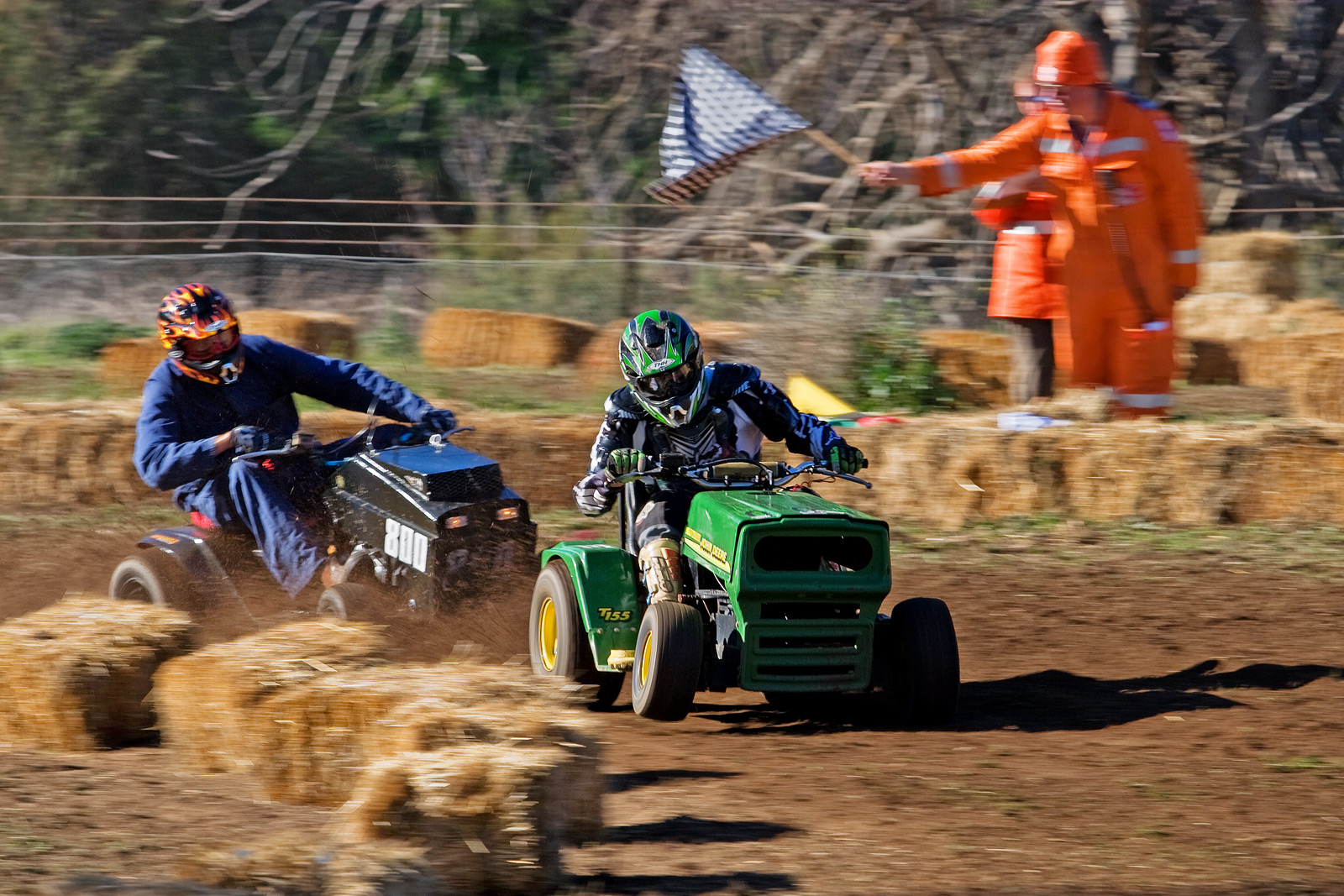
De finish van de 250cc klasse bij de grasmaaierraces in het Australische Swifts Creek (Victoria)

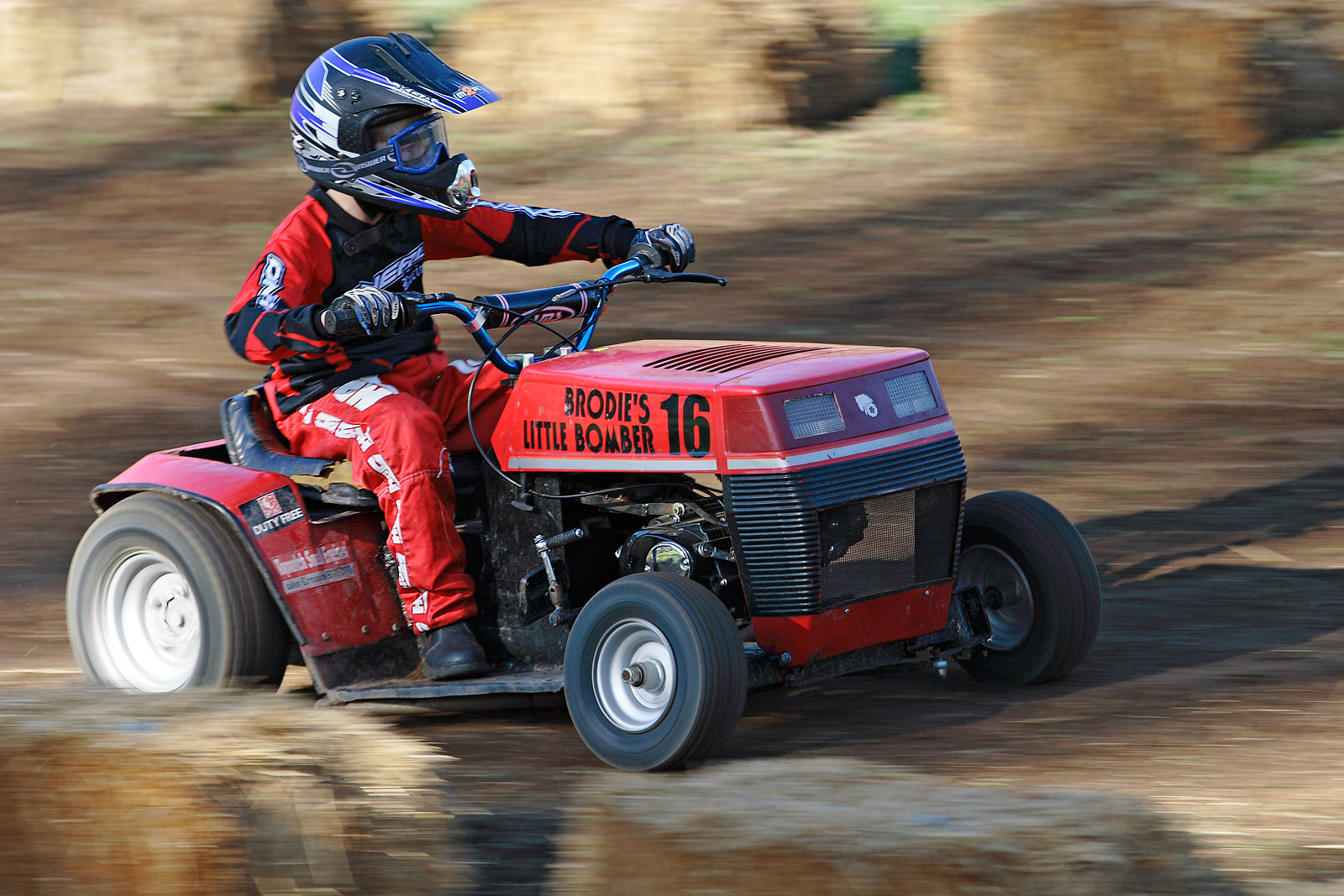
Grasmaaierracer

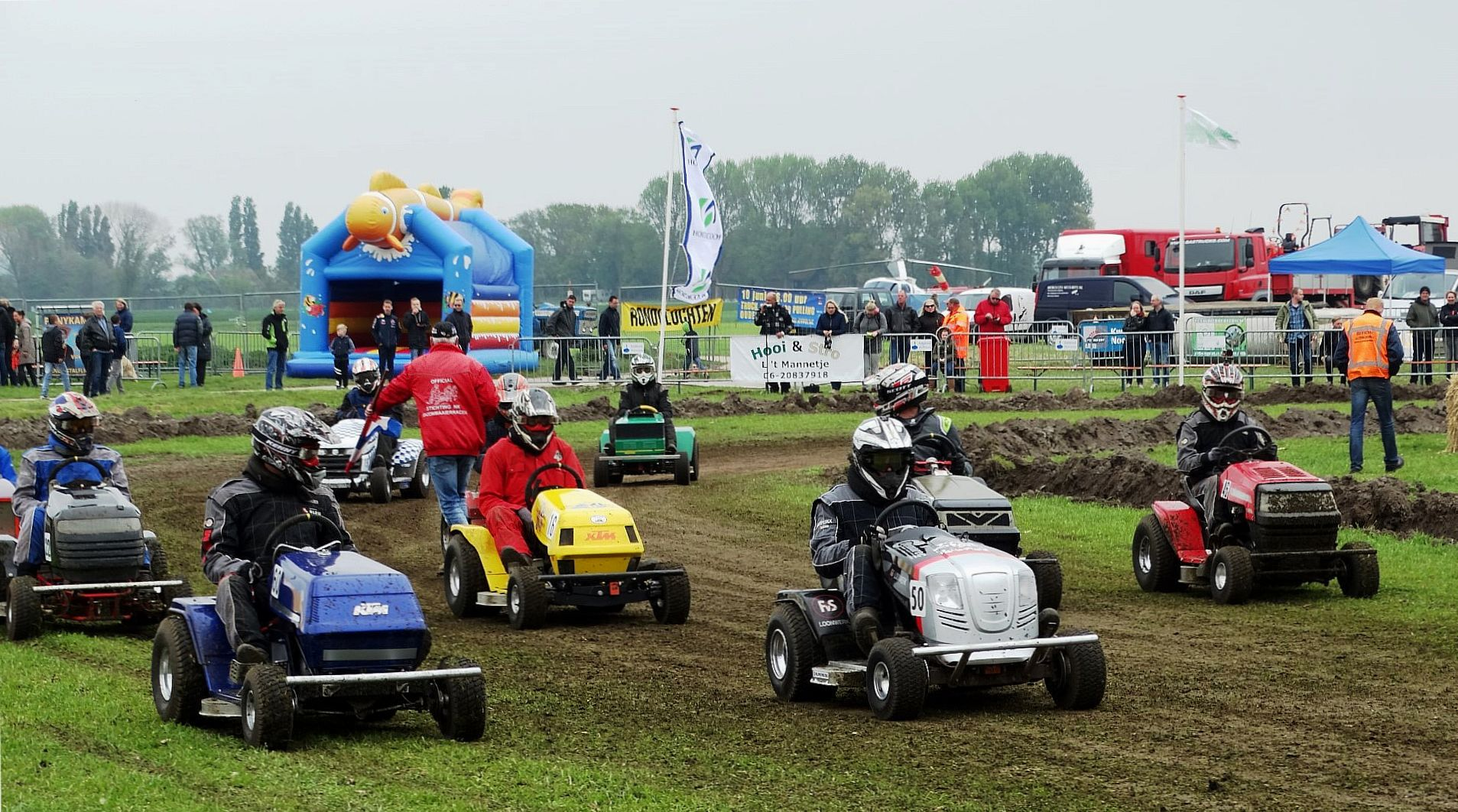
Voorne Cross Rockanje (ZH) 2017

Een gazonmaaierrace is een snelheidswedstrijd waarbij de deelnemers op zitmaaiers over een parcours rijden.
Gazonmaaierraces worden met name gehouden in de Verenigde Staten, Australië en het Verenigd Koninkrijk, waar de sport in 1973 werd bedacht.
Sinds de jaren 2000-2009 wordt deze sport ook in Nederland populair. Zo is er een Nederlands kampioenschap (NK) en ook een Overijssels kampioenschap (OK). Ook worden er veel wedstrijden gehouden die niet meetellen voor een kampioenschap. Ieder kampioenschap heeft zijn eigen reglement, omdat sommige rijders en organisaties een rolbeugel, andere maten of een vermogenslimiet handhaven. 
Gazonmaaierraces worden onderverdeeld in meerdere klasses. In Nederland wordt vaak in een Super-standaardklasse en een Special-klasse gereden. In de Super-standaardklasse rijden zitmaaiers die volledig origineel zijn. Het enige dat wel mag in deze klasse, is het opvoeren van de motor en het veranderen van de overbrenging. In de Special-klasse moet de machine op een zitmaaier blijven lijken, maar mag er wel veel worden aangepast, zoals het frame, de sturing en de remmen. Men mag zelfs een ander motorblok plaatsen. Meestal wordt in deze klasse gebruikgemaakt van een motorblok uit een motorfiets. De maaiers kunnen dan een vermogen hebben van ruim honderd paardenkracht en de snelheden kunnen oplopen tot boven de honderd kilometer per uur.
Het tijdverdrijf van gazonmaaierraces kwam voor in de Amerikaanse televisieseries Home Improvement, Yes, Dear en King of the Hill, evenals in de langspeelfilm The Prince and Me.